# K리그 플레이오프
K리그 플레이오프는 2024년 개편된 K리그 기록 체계에 따라 K리그가 출범한 이래 치루어진 K리그 챔피언십, K리그2 승격 플레이오프, K리그 승강 플레이오프를 총칭하는 용어이다.